# Aserbaidschanischer Teppich

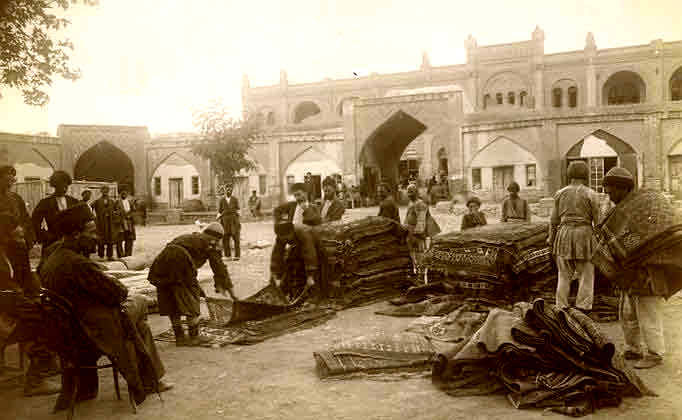
Teppichgeschäft in Gäncä, 19. Jahrhundert

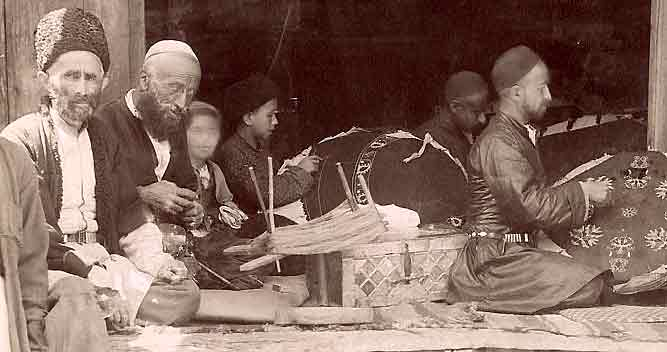
Teppichstricker in Gäncä, 19. Jahrhundert

Der Aserbaidschanische Teppich ist ein wichtiger Bestandteil der aserbaidschanischen (Aserbaidschan und Südaserbaidschan) Kunst und Kultur. Bereits seit der Antike wird er an verschiedenen Stellen erwähnt und ist seit der Renaissance auch in Europa bekannt.
2010 wurde die traditionelle aserbaidschanische Teppich-Webkunst von der UNESCO in die Repräsentative Liste des immateriellen Kulturerbes der Menschheit aufgenommen.

## Frühe Zeugnisse
Erste Erwähnungen sind bei antiken Autoren wie Xenophon zu finden, sowie in historischen Chroniken und Reisebeschreibungen arabischer Gelehrter wie At-Tabarī und Al-Muqaddasi. Außerdem wird er in poetischen Werken von Nisami, Chaqani beschrieben sowie auf Bildern aus der Zeit der Renaissance, beispielsweise bei Hans Holbein, Hans Memling und Carlo Crivelli, dargestellt.

## Unterschiede der Teppiche
Nach ihren künstlerisch-technischen Besonderheiten unterteilt man aserbaidschanische Teppiche in vier unterschiedliche Gruppen, die den vier Regionen entsprechen, in denen sie hergestellt werden:
- Guba-Schirwan,
- Gäncä-Gasach
- Karabach
- Täbris

### Schirwanteppich
Die Schirwanteppiche sind manuell gewebt und stammen aus der Region Schirwan im südöstlichen Kaukasus. Im Unterschied zu den eher kleinen Teppichen aus Baku, sind die aus dem Südteil des Gebietes um die Stadt Salyan lang und schmal, haben also die Form des Läufers. Kleine Gebetsteppiche, auch die verbreiteten Modelle mit dem sogenannten Butaornament (Blattumrisse) auf blauem Hintergrund, werden in der Stadt Marasa hergestellt. Sie sind in der Regel aus Wolle, es gibt aber auch welche mit einer Umrandung aus Baumwolle.

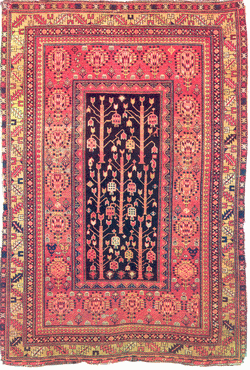
Dschairliteppich, 19. Jahrhundert
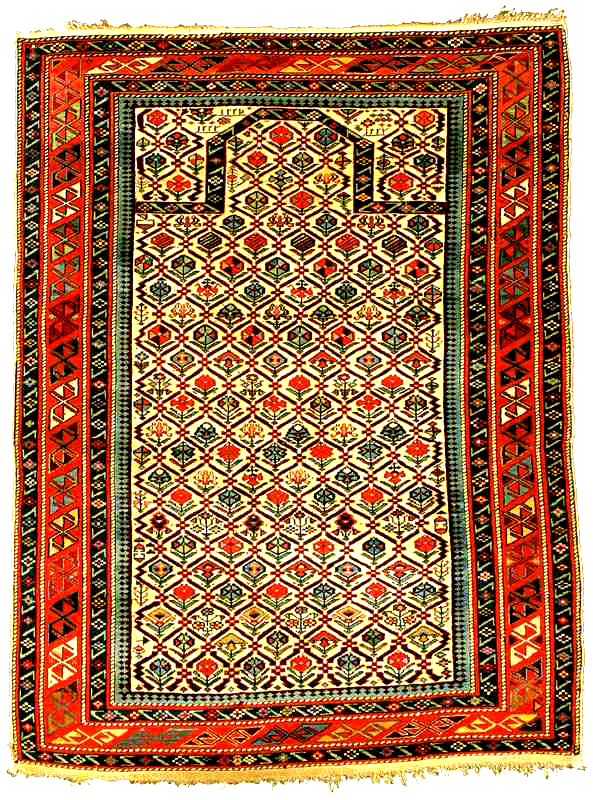
Teppich aus Namas, 1875
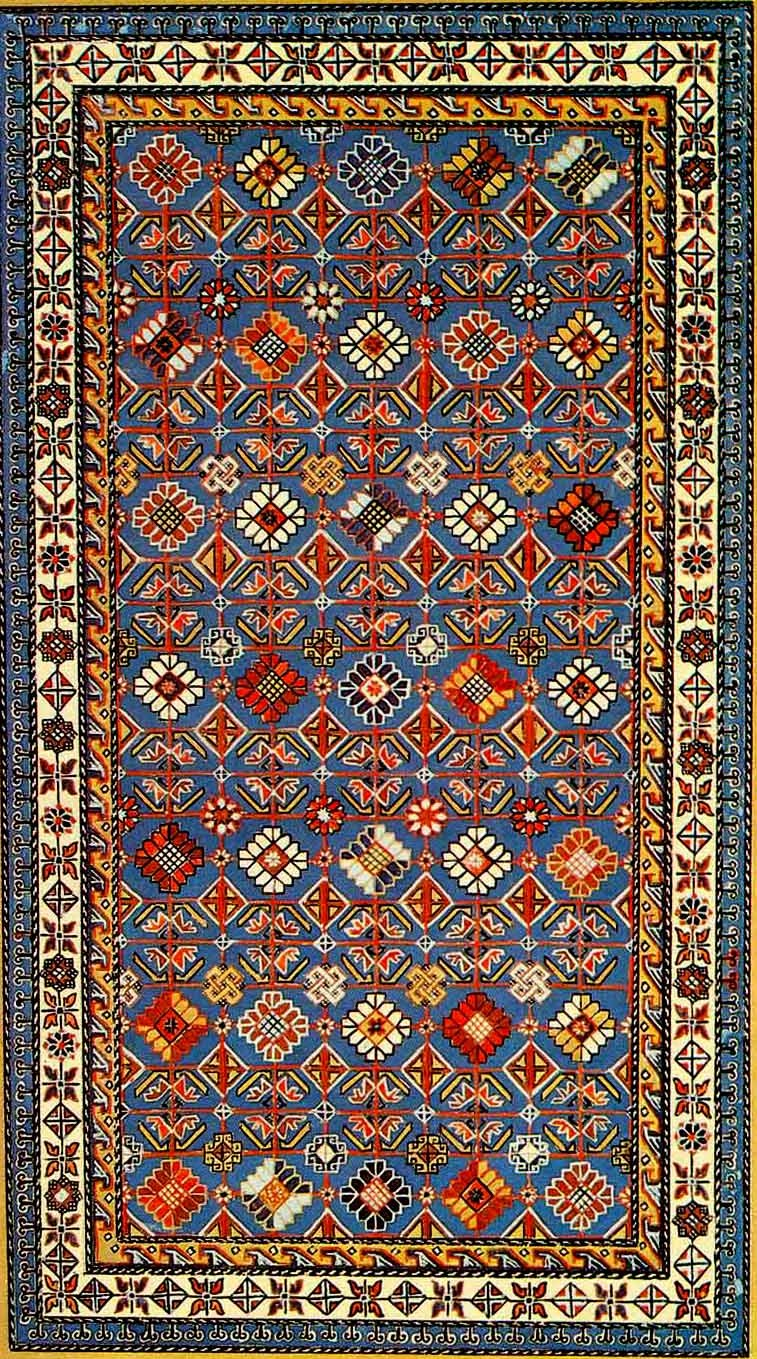
Schemachasumachteppich, 19. Jahrhundert
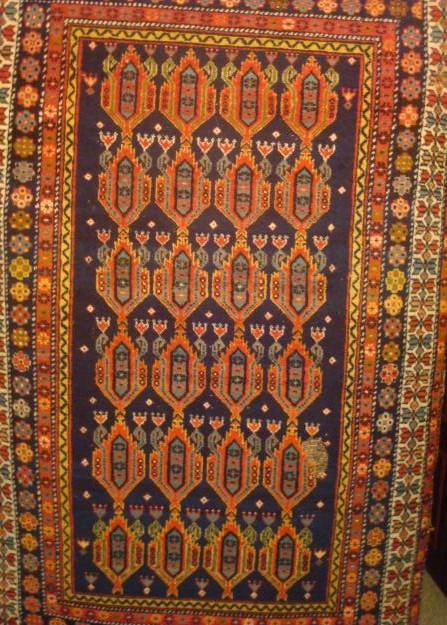
Schemachateppich, 1937

### Qubateppich
Die Qubateppiche stammen aus der Gegend um die Stadt Quba, die im Kaukasus im nördlichen Aserbaidschan liegt. Sie werden seit der Mitte des 19. Jahrhunderts in verschiedenen Dörfern gewebt. Diese Teppiche gelten als schwierig herzustellen, wegen ihrer geometrischen Blumenmuster auf blauem oder cremefarbenem Hintergrund. Die Teppiche aus dem Dorf Gonagkend haben in der Mitte ein großes Medaillon, während die Teppiche aus Karagashli persische Elemente in der Teppichschrift aufweisen (ornamentale Pflanzenranken und Krebse). Der weit verbreitete sogenannte kaukasische rote Feldteppich, in Soumach-Webtechnik ausgeführt, stammt aus der Stadt Qusar. Historische kaukasische Teppiche aus dem 17. und 18. Jahrhundert zeigen oft Drachen, persische geometrische Muster und erreichen manchmal Längen bis sechs Meter.

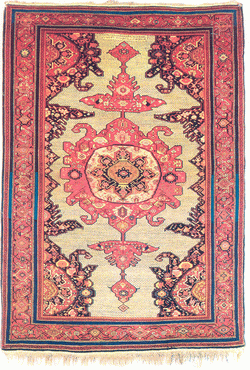
Gimilteppich, 1902
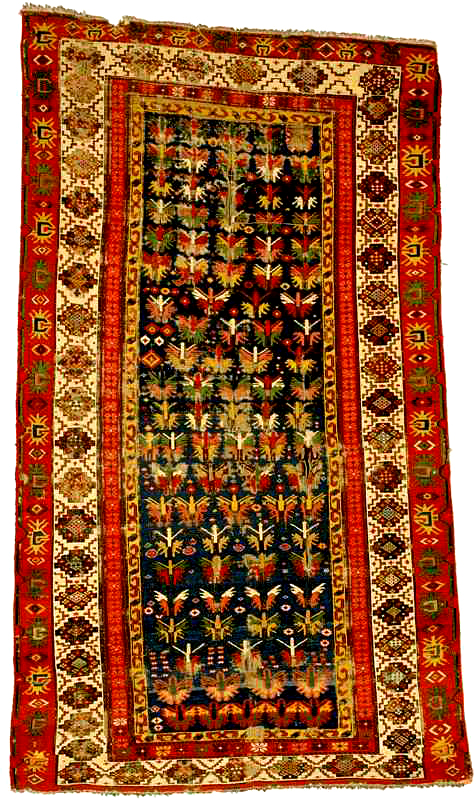
Uzundereteppich, 19. Jahrhundert
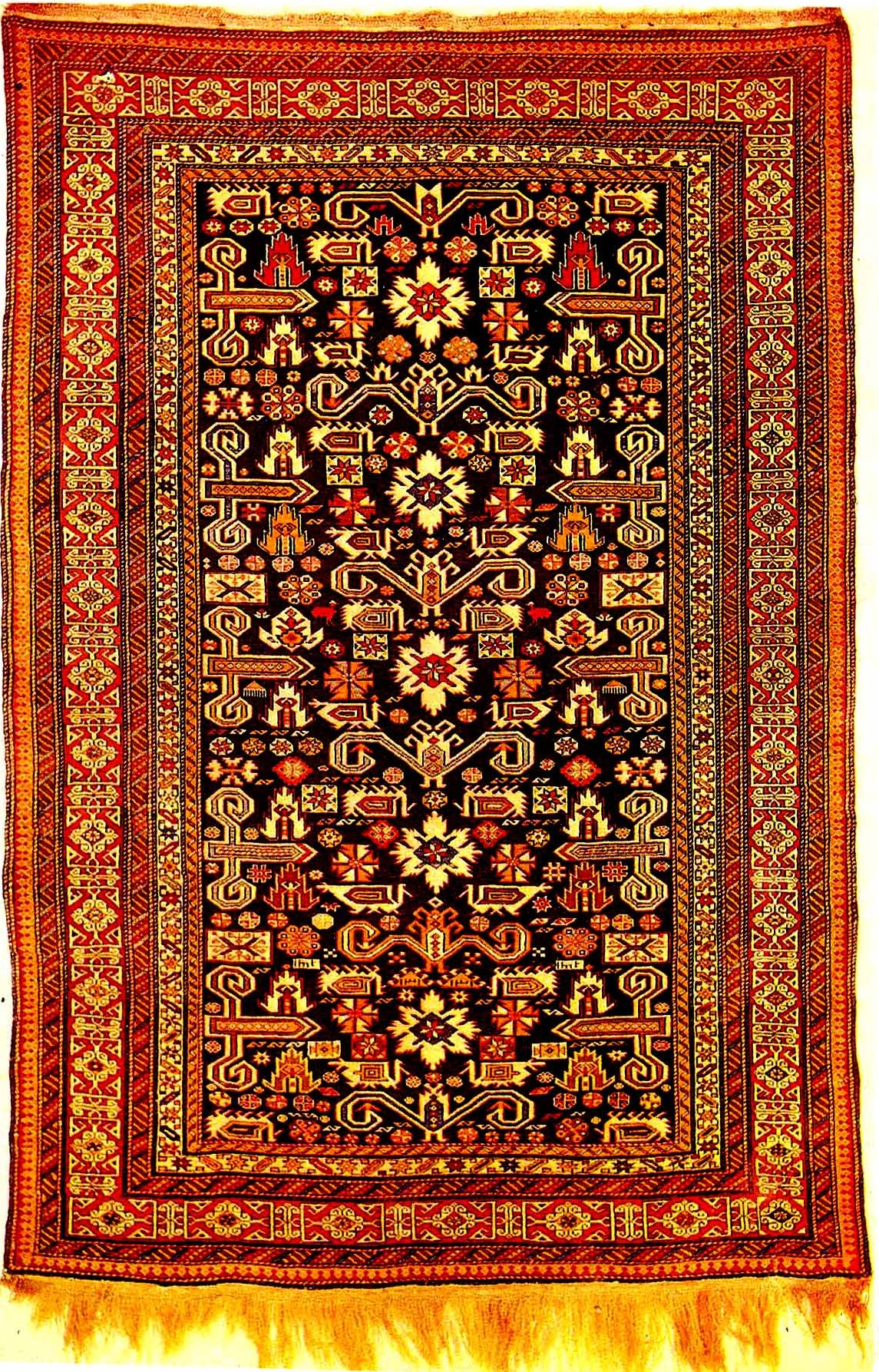
Pirabadilteppich

### Beispiele für Teppiche aus Karabach

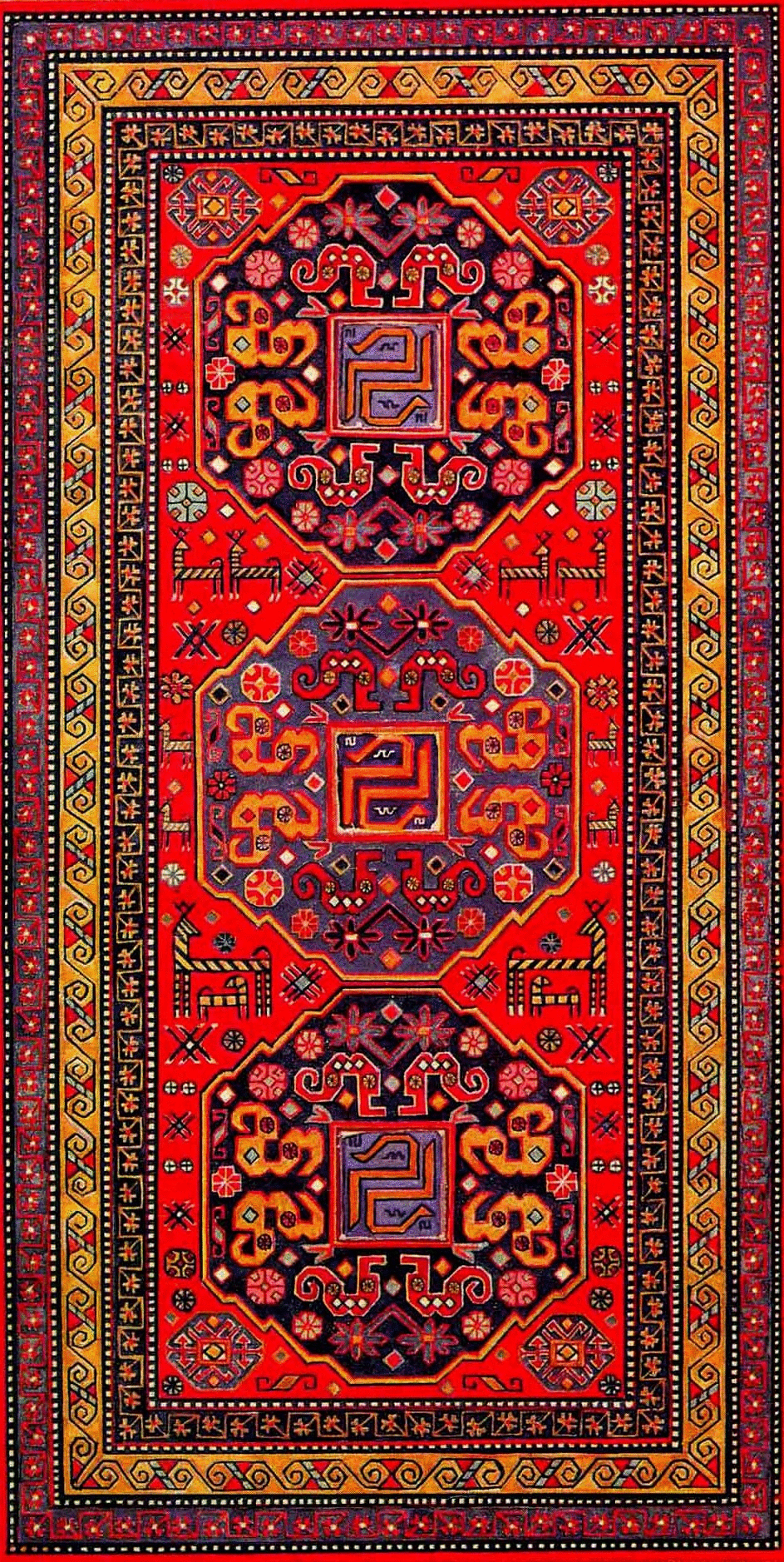
Malibeyliteppich mit Swastika
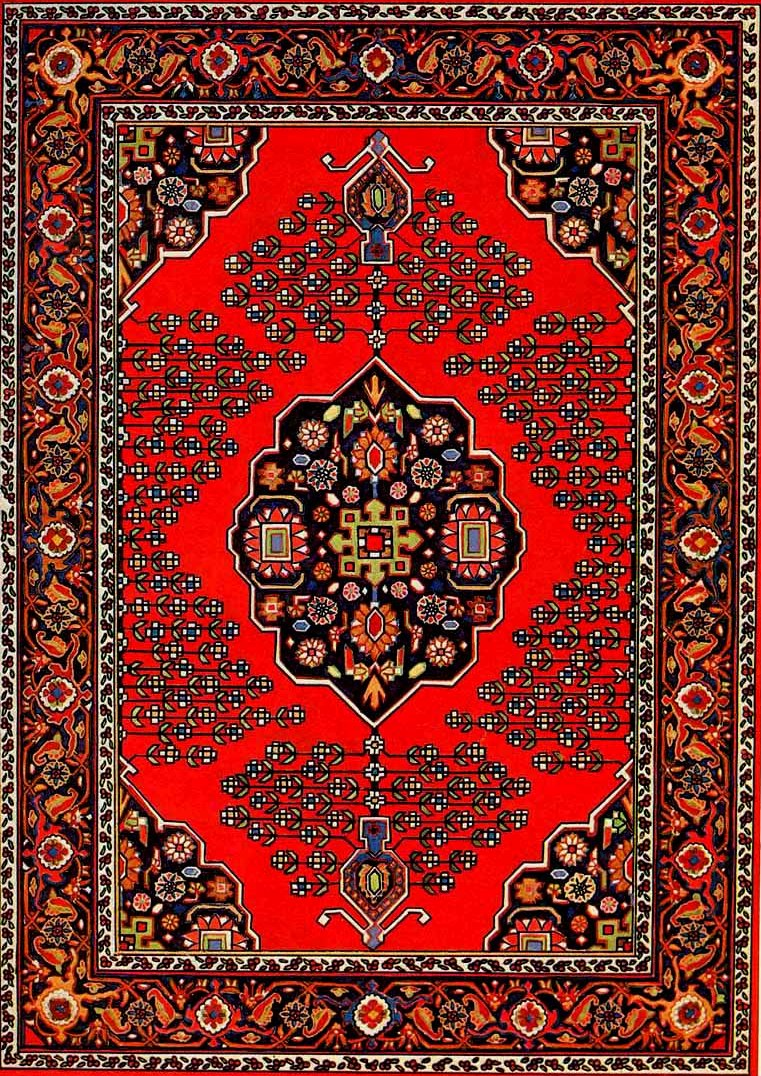
Chanligteppich aus Şuşa, 19. Jahrhundert
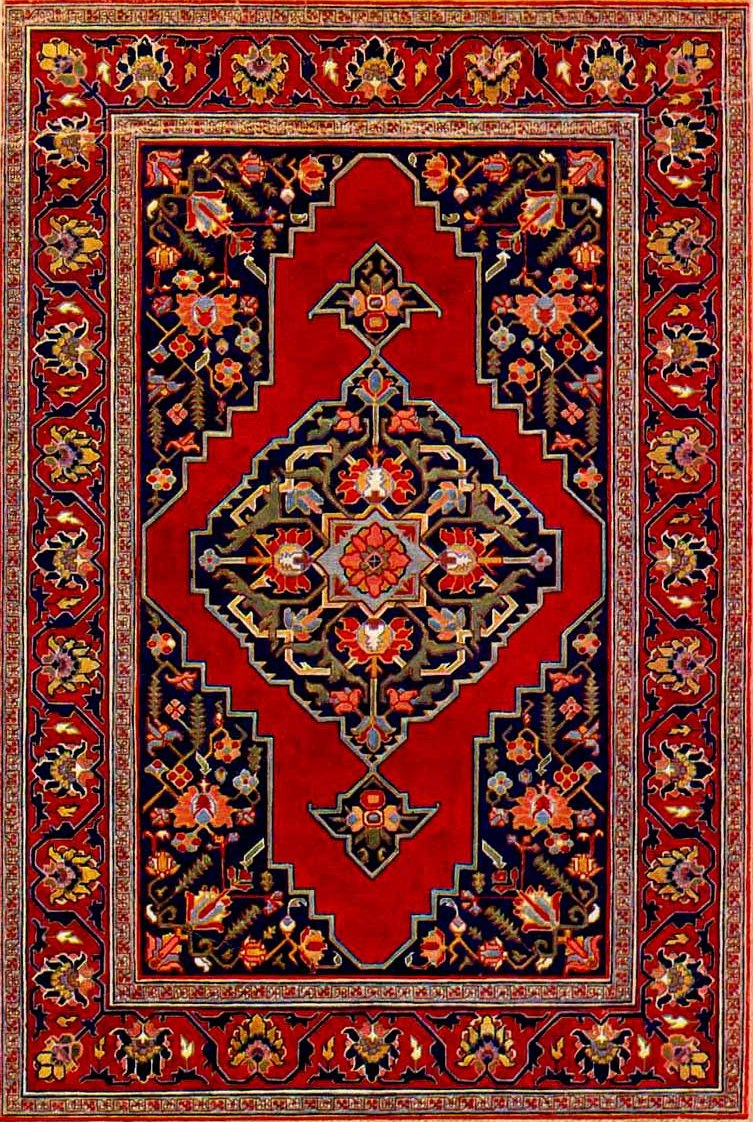
Chanligteppich, 19. Jahrhundert
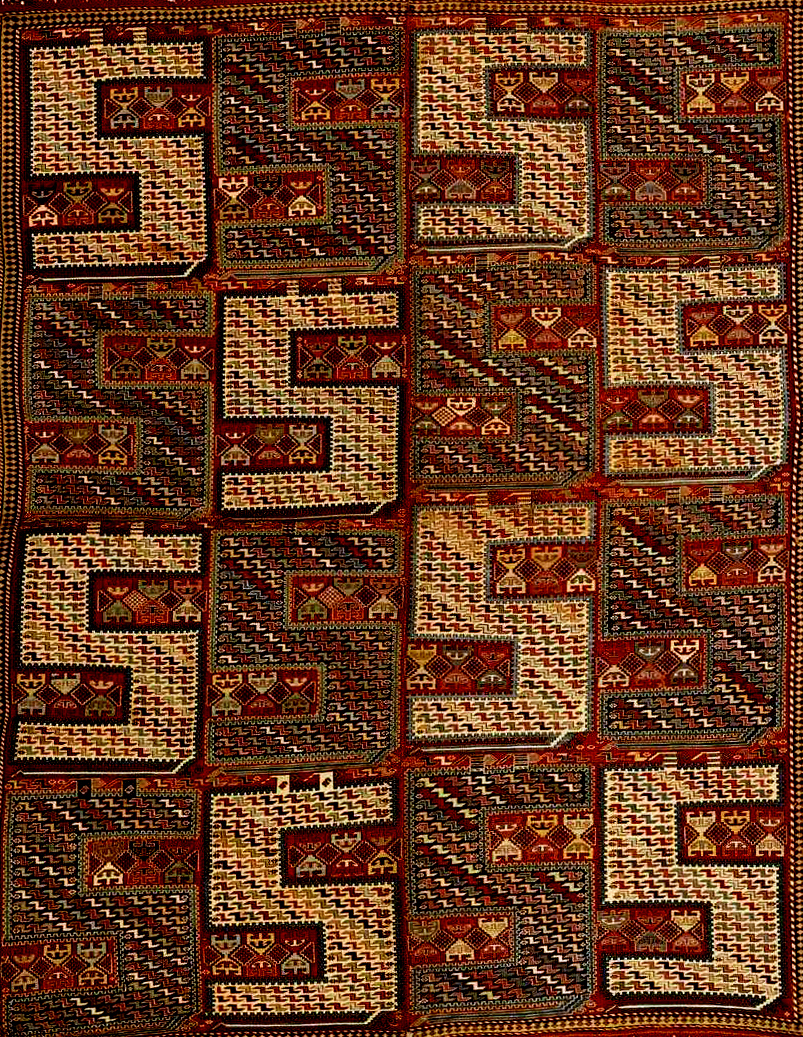
Drachensoumachteppich mit s-förmigen Drachen
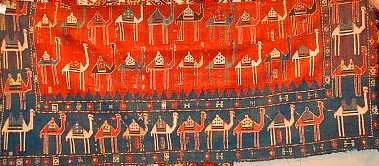
Schaddateppich
Kasim Ushag teppich

### Täbristeppiche

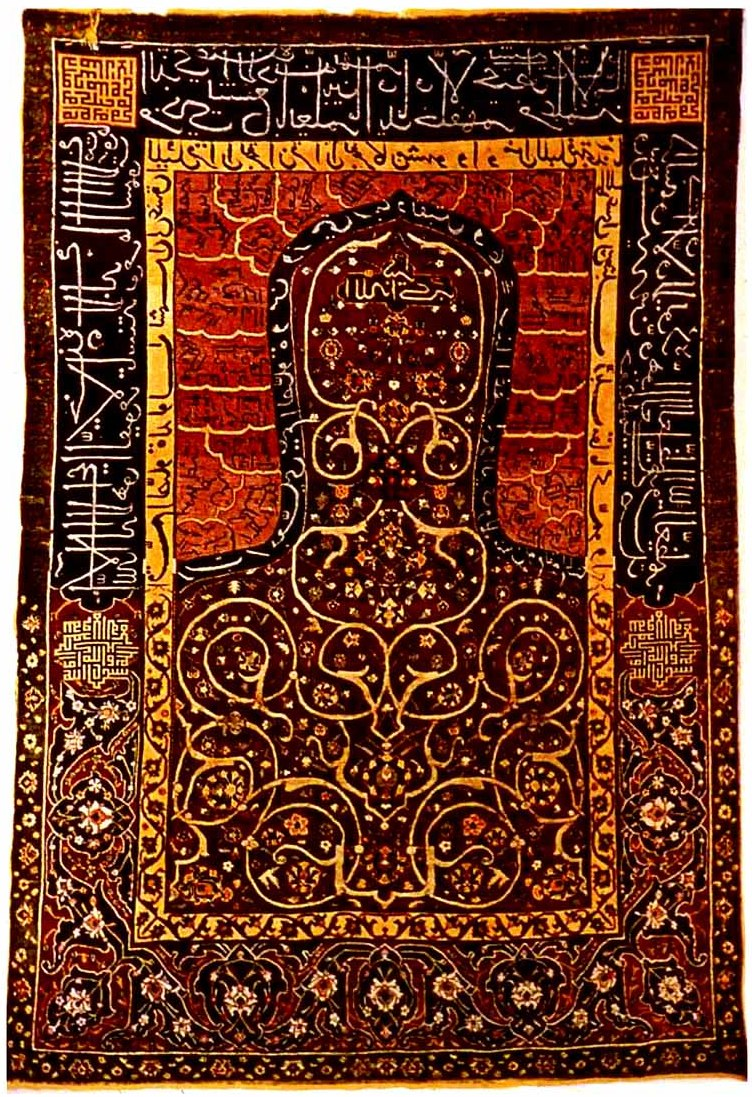
15. Jahrhundert
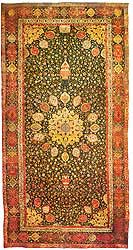
Scheich-Sefi-Teppich, 1539
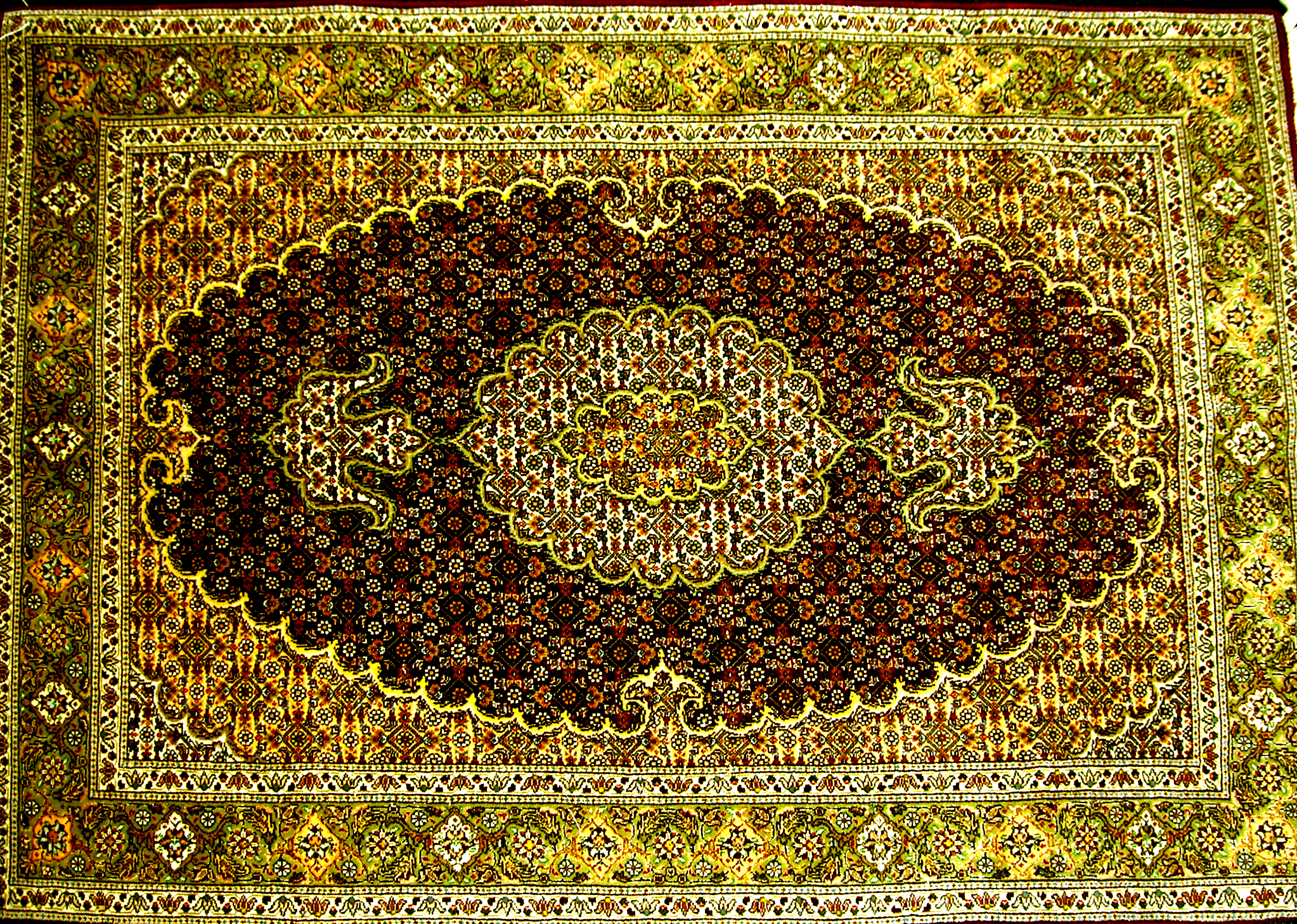
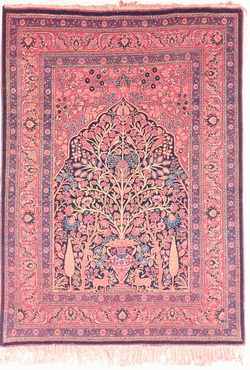
Agadschliteppich
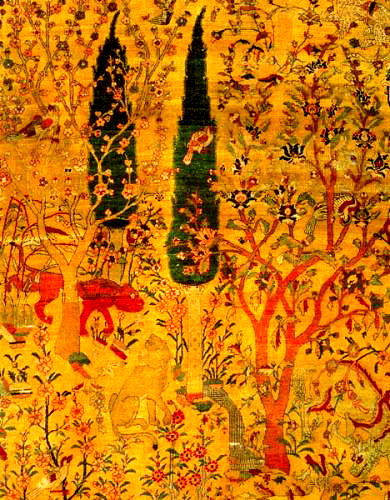
Tabristeppich in Paris
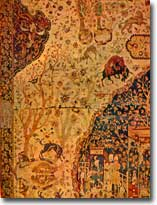
Tabristeppich in Budapest
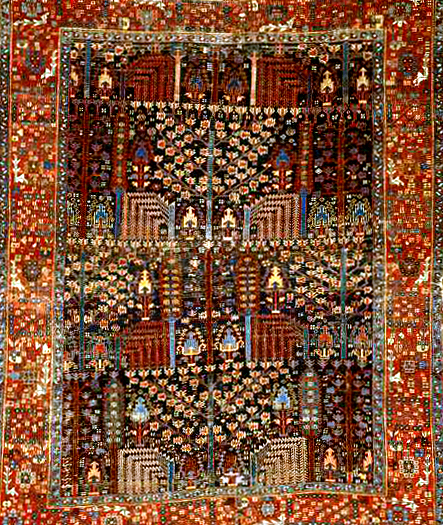
Karadagteppich
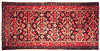
Karadschateppich

### Gasachteppich
Gasachteppiche werden von der Landbevölkerung im westlichen Aserbaidschan gewebt. Doch auch im nördlichen Armenien und im angrenzenden Südteil von Georgien werden sie produziert. Die Gasachteppiche bestehen hauptsächlich aus Wolle und weisen symmetrisch geschichtete glänzende Knoten auf. Vorwiegende Farben sind Rot, Blau und Elfenbein mit einfachen Mustern sowie bis zu drei Medaillons oder zentrale Quadrate. Die Teppiche sind selten größer als zwei Meter, es gibt auch hier kleine Gebetsteppiche.

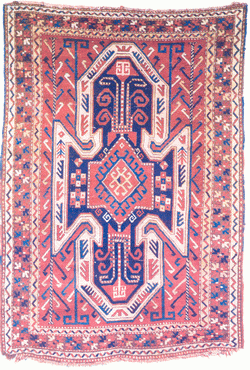
Bortschaliteppich
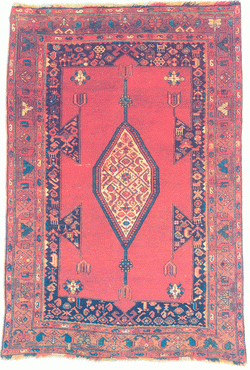
Salachliteppich
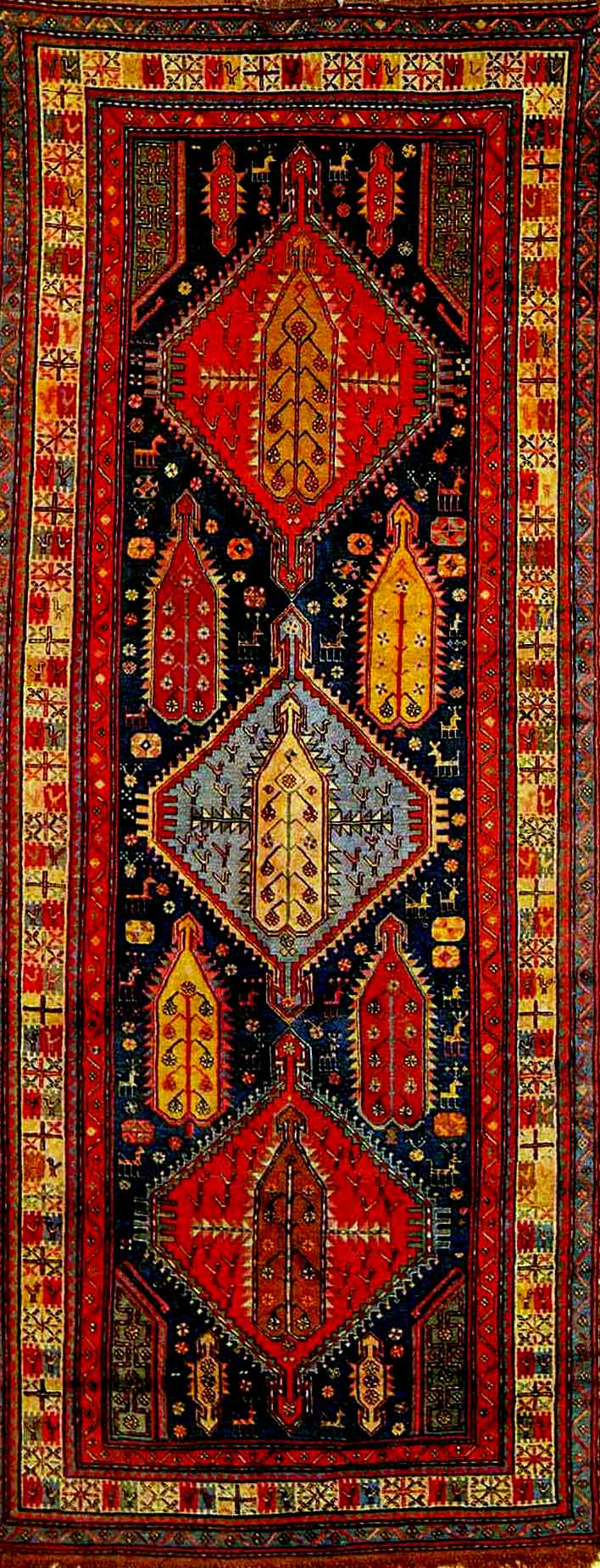
Schichliteppich
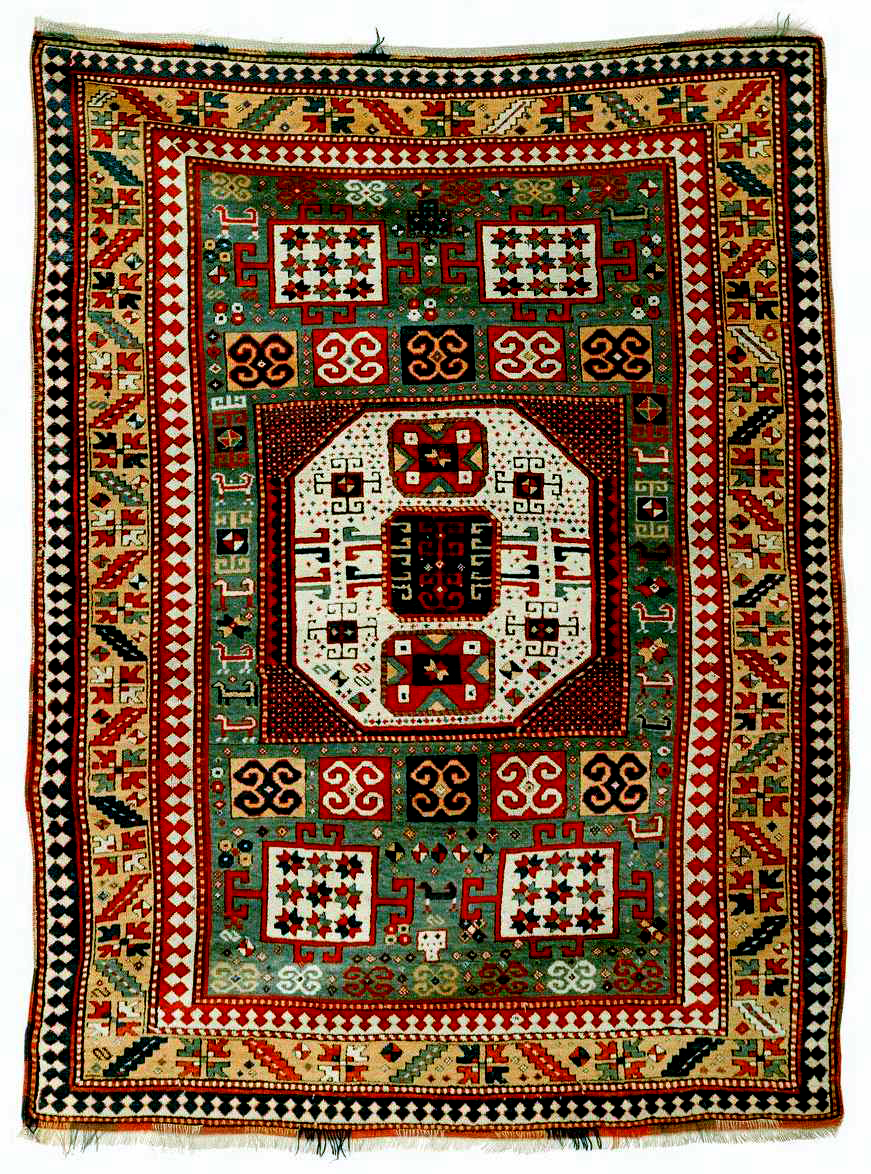
Garatschopteppich
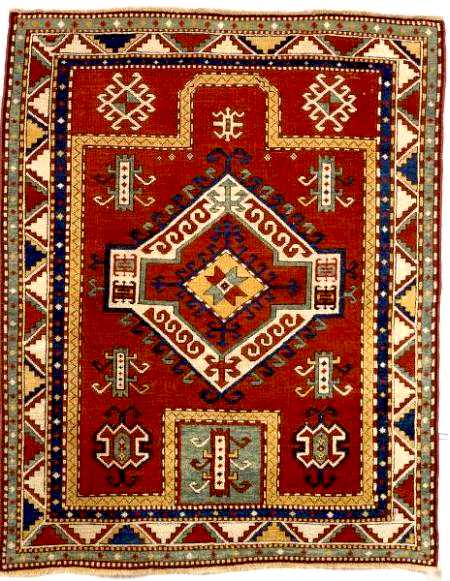
Fachraliteppich
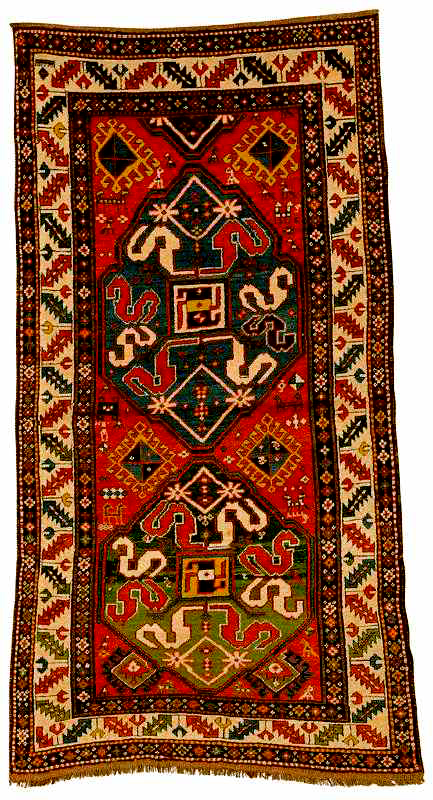
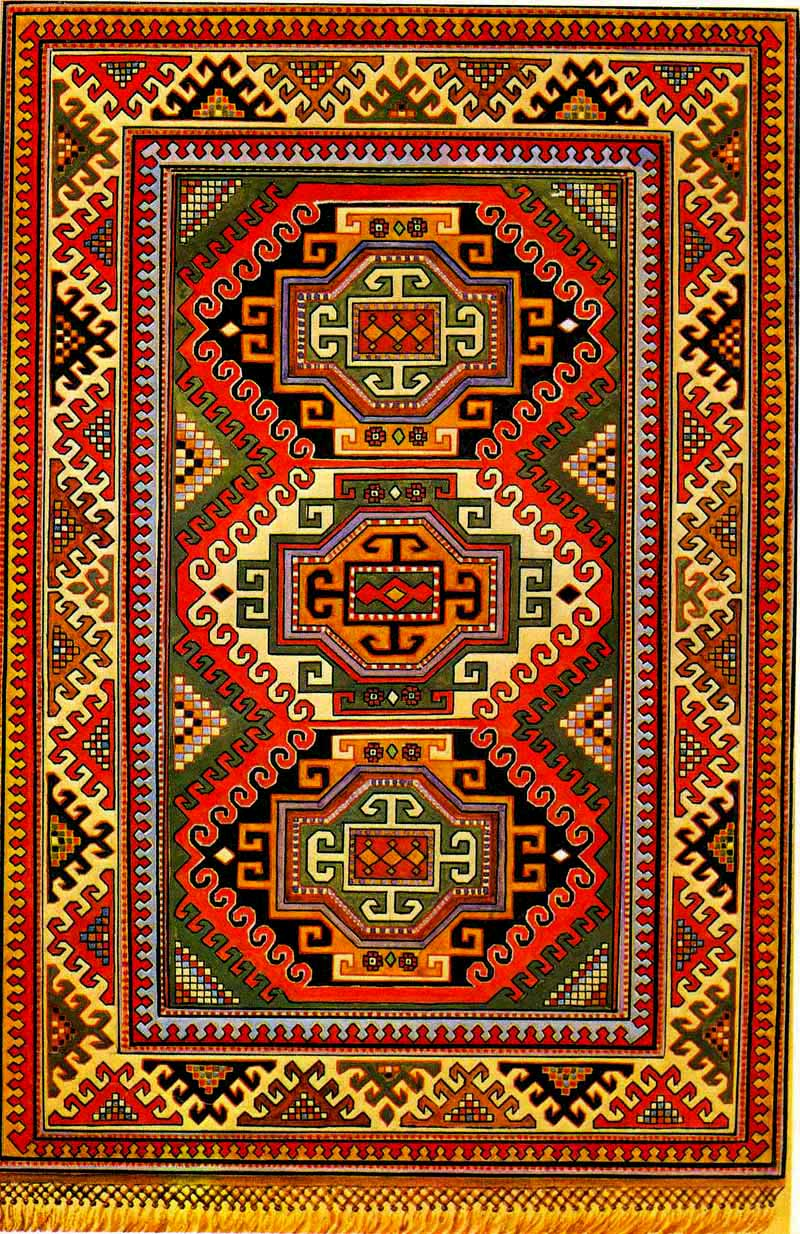
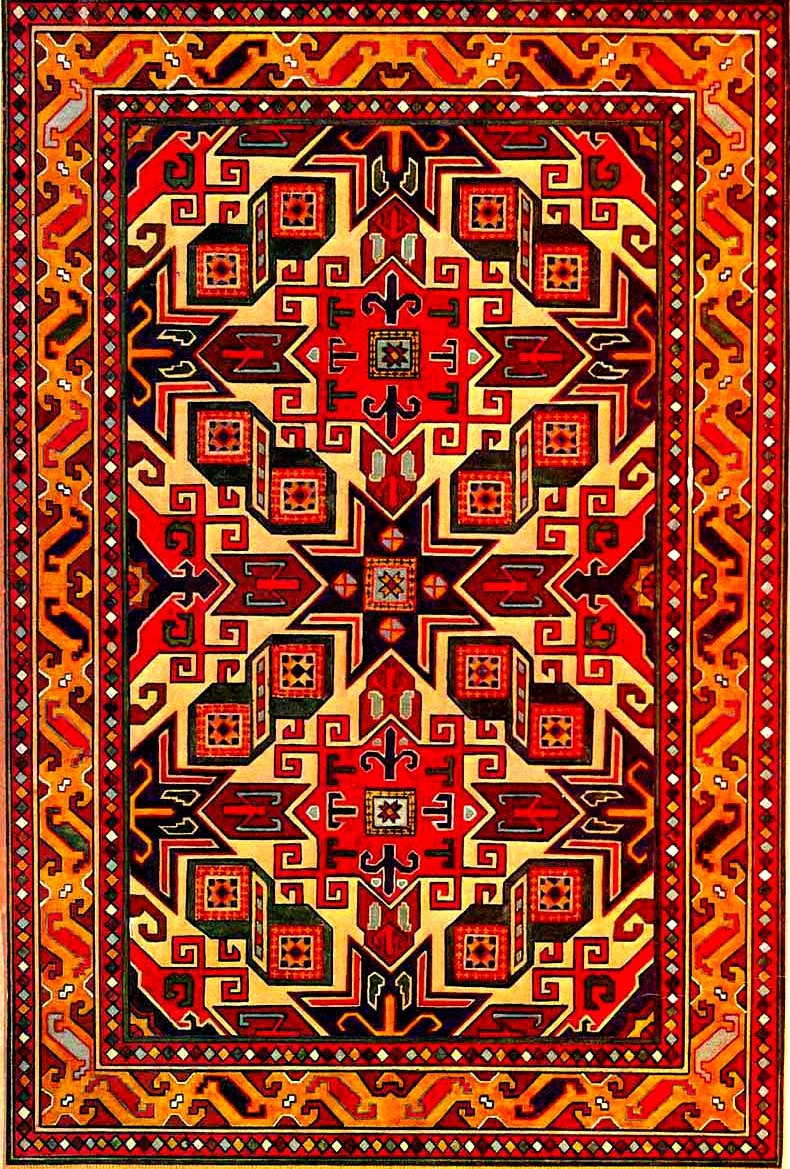
Deweliteppich
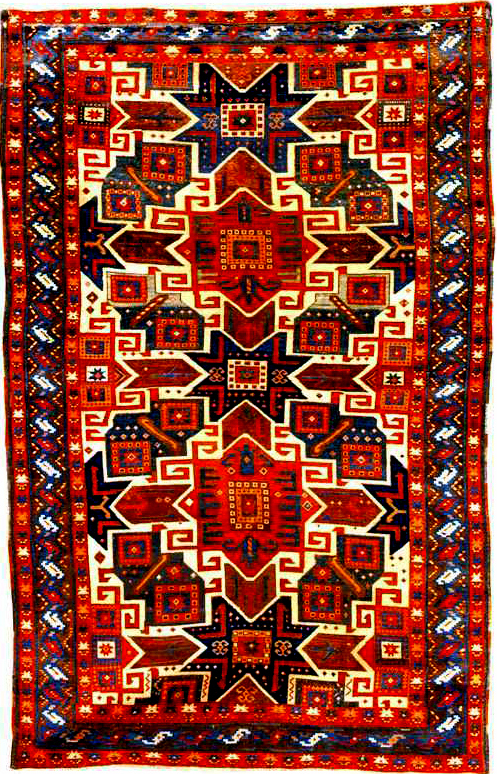
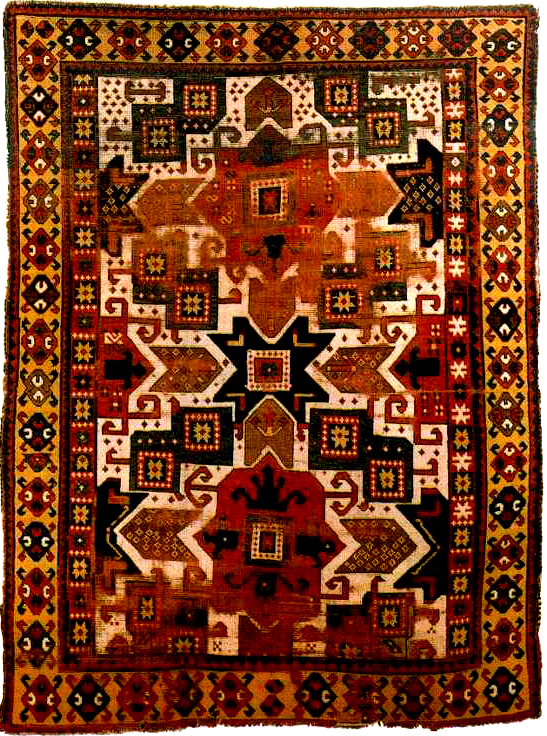

### Gäncäteppich
Diese Teppiche haben einfache eckige Muster und satte Farben. Oft weisen sie achteckige Muster auf, Sterne und drei geometrische Medaillons entlang der Längsachse. Typische Farben sind Blau, Dunkelblau und Rottöne. Ältere Teppiche sind ganz aus Wolle, neuere Exemplare wiesen geschichtete Baumwollknoten auf.

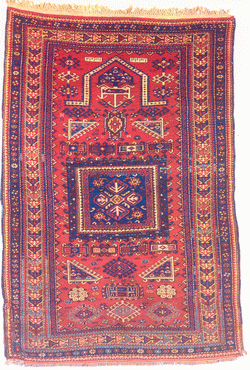
Fachraliteppich, 1926
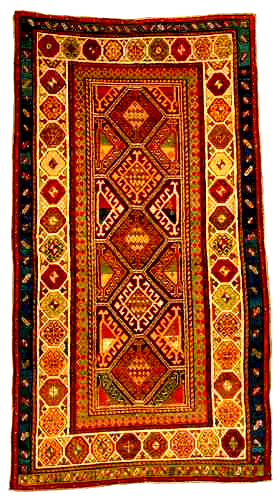
Palas